# Нюстрём, Карл Густав
Карл Густав Нюстрём (швед. Carl Gustaf Nyström; 21 января 1856, Гельсингфорс, Великое княжество Финляндское — 30 декабря 1917, Хельсинки, Финляндия) — финский архитектор, ректор Технологического университета в Гельсингфорсе (1907—1910); академик Санкт-Петербургской Академии Художеств (1892).

## Биография
Родился 21 января 1856 года в Гельсингфорсе на территории Великого княжества Финляндского.
В 1876 году окончил Политехнический институт в Гельсингфорсе.
В 1878—1879 годах учился в Высшей технической школе в Вене.
С 1879 года преподавал в Политехническом институте. В 1895 году удостоен звания профессора. С 1896 по 1904 году трудился в качестве проректора, а с 1907 по 1910 годы возглавлял институт в качестве ректора (в 1908 году институт был преобразован в Технологический университет). Среди его учеников — Элиэль Сааринен и Сигурд Фростерус.
С 1892 года — академик Санкт-Петербургской Академии художеств.
Первым в Финляндии в XIX веке начал применять гранит для облицовки зданий. Использовал современные бетонные и стальные конструкции в своих постройках.
Скончался 30 декабря 1917 года в Хельсинки.

## Семья
- Брат — Александр Нюстрём (1869—1926), известный финский архитектор[4]